# Mand med sin bindehose, Grønbjerg
|  | Denne artikel er oprettet af botten Steenthbot ud fra en ekstern database. Den kan derfor have sproglige fejl eller mangler. Denne skabelon kan fjernes efter kontrol af indholdet. |

Mand med sin bindehose, Grønbjerg er en dansk dokumentarisk optagelse fra 1930.

## Handling
I Grønbjerg ved Ringkøbing.